# Stanislav Todorov
Stanislav Todorov (Bulgaars: Станислав Тодоров) (Sjoemen, 7 september 1976) is een Bulgaars voetbalscheidsrechter. Hij was in dienst van FIFA en UEFA tussen 2006 en 2019. Ook leidt hij wedstrijden in de Parva Liga.
Op 24 juni 2006 debuteerde Todorov in Europees verband tijdens een wedstrijd tussen Dinamo Tbilisi en Kilikia Jerevan in de UEFA Intertoto Cup; het eindigde in 3–0 en de Bulgaarse leidsman gaf één gele kaart. Zijn eerste interland floot hij op 27 februari 2008, toen Polen met 2–0 won van Estland door doelpunten van Radosław Matusiak en Tomasz Zahorski. Tijdens dit duel gaf Todorov alleen aan de Est Aivar Anniste een gele kaart.

## Interlands
| Datum            | Plaats               | Wedstrijd                   | Uitslag | Competitie           | Kreeg geel | Kreeg voor de tweede keer geel en dus rood | Weggestuurd |
| ---------------- | -------------------- | --------------------------- | ------- | -------------------- | ---------- | ------------------------------------------ | ----------- |
| 27 februari 2008 | Wronki, Polen        | Polen – Estland             | 2 – 0   | Vriendschappelijk    | 1          | 0                                          | 0           |
| 8 oktober 2010   | Ljubljana, Slovenië  | Slovenië – Faeröer          | 5 – 1   | EK 2012 kwalificatie | 5          | 0                                          | 0           |
| 6 september 2011 | Riga, Letland        | Letland – Griekenland       | 1 – 1   | EK 2012 kwalificatie | 7          | 0                                          | 0           |
| 7 september 2012 | Tbilisi, Georgië     | Georgië – Wit-Rusland       | 1 – 0   | WK 2014 kwalificatie | 3          | 0                                          | 0           |
| 14 augustus 2013 | Tirana, Albanië      | Albanië – Armenië           | 2 – 0   | Vriendschappelijk    | 2          | 0                                          | 0           |
| 6 september 2013 | Vaduz, Liechtenstein | Liechtenstein – Griekenland | 0 – 1   | WK 2014 kwalificatie | 9          | 2                                          | 0           |
| 5 juni 2017      | Skopje, Macedonië    | Macedonië – Turkije         | 0 – 0   | Vriendschappelijk    | 5          | 0                                          | 0           |